# How do I live
How do I live is een single van LeAnn Rimes. De single verscheen tussen de studioalbums Blue en You light up my life. Het lied is geschreven door Diane Warren. Het nummer werd zowel genomineerd voor de Oscar voor beste originele nummer als voor de Golden Raspberry Awards 1997 (Slechtste Originele Lied).

## Achtergrond
LeAnn Rimes had al enige successen geboekt met singles, maar die haalden op een enkele uitzondering niet de Amerikaanse Billboard Hot 100. Ze scoorde er voornamelijk mee in de Countrylijst van Billboard. Met How do I live haalde ze eigenlijk vanuit het niets een tweede plaats (vier weken achtereen) in de Hot 100, ze werd van de nummer 1-plaats afgehouden door Elton Johns Candle in the Wind. De single verscheen 69 weken achtereen in de lijst, hetgeen toen een record was. Het betekende tevens Rimes internationale doorbraak want voor het eerst verscheen een single van haar ook in de Europese hitlijsten. In de Amerikaanse countrylijst stond het nummer langer dan 250 weken achtereen genoteerd.
Het nummer werd speciaal geschreven voor de film Con Air. Warren vond LeAnn Rimes de juiste kandidaat om het nummer op te nemen wat dus ook gebeurde. Walt Disney Pictures, het bedrijf achter Touchstone Pictures die de film Con Air produceerde, vond de versie van Rimes echter te poppy qua sound. Daarnaast vonden ze Rimes met de leeftijd van 14 jaar te jong om te zingen over het onderwerp dat in het liedje centraal stond. Om die redenen werd vervolgens Trisha Yearwood benaderd voor een opname van het liedje en haar versie was uiteindelijk ook de film te horen. De verkoop van Yearwood's versie liep echter vreselijk achter op de versie van Rimes. In de Amerikaanse Billboard Hot 100 kwam haar versie bijvoorbeeld niet hoger dan plaats 23, terwijl de versie van Rimes de 2e positie behaalde. In Engeland haalde Yearwood's versie slechts één week een notering, op plaats 66 (van 100). In Nederland en België was er geen notering. De versie van Rimes stond hier destijds wel in de hitparades. In België haalde How do I live net aan de tipparade. In het Verenigd Koninkrijk verkocht het plaatje met 34 weken lang goed. Het haalde uiteindelijk de zevende plaats.

## Hitnotering

### Nederlandse Top 40
| Hitnotering: 25-07-1998 t/m 07-11-1998 | Hitnotering: 25-07-1998 t/m 07-11-1998 | Hitnotering: 25-07-1998 t/m 07-11-1998 | Hitnotering: 25-07-1998 t/m 07-11-1998 | Hitnotering: 25-07-1998 t/m 07-11-1998 | Hitnotering: 25-07-1998 t/m 07-11-1998 | Hitnotering: 25-07-1998 t/m 07-11-1998 | Hitnotering: 25-07-1998 t/m 07-11-1998 | Hitnotering: 25-07-1998 t/m 07-11-1998 | Hitnotering: 25-07-1998 t/m 07-11-1998 | Hitnotering: 25-07-1998 t/m 07-11-1998 | Hitnotering: 25-07-1998 t/m 07-11-1998 | Hitnotering: 25-07-1998 t/m 07-11-1998 | Hitnotering: 25-07-1998 t/m 07-11-1998 | Hitnotering: 25-07-1998 t/m 07-11-1998 | Hitnotering: 25-07-1998 t/m 07-11-1998 | Hitnotering: 25-07-1998 t/m 07-11-1998 | Hitnotering: 25-07-1998 t/m 07-11-1998 |
| Week:                                  | 1                                      | 2                                      | 3                                      | 4                                      | 5                                      | 6                                      | 7                                      | 8                                      | 9                                      | 10                                     | 11                                     | 12                                     | 13                                     | 14                                     | 15                                     | 16                                     |                                        |
| -------------------------------------- | -------------------------------------- | -------------------------------------- | -------------------------------------- | -------------------------------------- | -------------------------------------- | -------------------------------------- | -------------------------------------- | -------------------------------------- | -------------------------------------- | -------------------------------------- | -------------------------------------- | -------------------------------------- | -------------------------------------- | -------------------------------------- | -------------------------------------- | -------------------------------------- | -------------------------------------- |
| Positie:                               | 27                                     | 12                                     | 6                                      | 5                                      | 5                                      | 6                                      | 4                                      | 4                                      | 5                                      | 5                                      | 6                                      | 13                                     | 15                                     | 22                                     | 26                                     | 36                                     | uit                                    |

### NederlandseSingle Top 100
| Hitnotering: 11-07-1998 t/m 19-12-1998 | Hitnotering: 11-07-1998 t/m 19-12-1998 | Hitnotering: 11-07-1998 t/m 19-12-1998 | Hitnotering: 11-07-1998 t/m 19-12-1998 | Hitnotering: 11-07-1998 t/m 19-12-1998 | Hitnotering: 11-07-1998 t/m 19-12-1998 | Hitnotering: 11-07-1998 t/m 19-12-1998 | Hitnotering: 11-07-1998 t/m 19-12-1998 | Hitnotering: 11-07-1998 t/m 19-12-1998 | Hitnotering: 11-07-1998 t/m 19-12-1998 | Hitnotering: 11-07-1998 t/m 19-12-1998 | Hitnotering: 11-07-1998 t/m 19-12-1998 | Hitnotering: 11-07-1998 t/m 19-12-1998 | Hitnotering: 11-07-1998 t/m 19-12-1998 |
| Week:                                  | 1                                      | 2                                      | 3                                      | 4                                      | 5                                      | 6                                      | 7                                      | 8                                      | 9                                      | 10                                     | 11                                     | 12                                     | 13                                     |
| -------------------------------------- | -------------------------------------- | -------------------------------------- | -------------------------------------- | -------------------------------------- | -------------------------------------- | -------------------------------------- | -------------------------------------- | -------------------------------------- | -------------------------------------- | -------------------------------------- | -------------------------------------- | -------------------------------------- | -------------------------------------- |
| Positie:                               | 67                                     | 43                                     | 17                                     | 8                                      | 5                                      | 5                                      | 5                                      | 5                                      | 5                                      | 5                                      | 6                                      | 5                                      | 7                                      |
| Week:                                  | 14                                     | 15                                     | 16                                     | 17                                     | 18                                     | 19                                     | 20                                     | 21                                     | 22                                     | 23                                     | 24                                     |                                        |                                        |
| Positie:                               | 13                                     | 14                                     | 18                                     | 27                                     | 36                                     | 39                                     | 47                                     | 58                                     | 66                                     | 69                                     | 75                                     | uit                                    |                                        |

### NPO Radio 2 Top 2000
How do I live stond alleen in 2002 in de NPO Radio 2 Top 2000, op plek 1981.

## Ander versie
Een andere uitvoering kwam van F.I.R. een Taiwanese groep, die LeAnn Rimes verzocht op hun versie mee te zingen, hetgeen ze deed. 